# 亚美尼亚航空 (1996年)
亚美尼亚航空 曾是一家在1996年至2013年间的亚美尼亚国家航空公司。总部和运营基地均位于亚美尼亚埃里温边的兹瓦尔特诺茨国际机场。该航空公司运营从亚美尼亚埃里温飞往亚洲和欧洲的国际客运线路。